# Gianni Crosio
Gianni Crosio (Napoli, 18 marzo 1902 – Napoli, 8 ottobre 1981) è stato un attore italiano.

## Biografia
Erede della tradizione di Pulcinella espressa da artisti come Antonio Petito, Luigi De Martino e Salvatore De Muto, con quest'ultimo aveva a lungo recitato ereditandone la maschera, come amava ricordare a chi lo andava a trovare nella sua casa al Vomero, ricca di ricordi della sua vita di teatro. 
Morì praticamente in scena, come Petito, al termine di una prova generale al Teatro San Ferdinando.
Crosio si vantava del grande neo che aveva sul volto, proprio come la maschera di Pulcinella e proprio come, secondo una leggenda di teatro, i grandi interpreti che lo avevano preceduto. 
Pulcinella era la sua vita, e non solo sulle tavole del palcoscenico: si dilettava con grande maestria con tela e pennelli, ma soprattutto con la creta con cui creava scene in bassorilievo di vita "pulcinellesca".
Fu caratterista ne L'oro di Napoli di Vittorio De Sica del 1954, nell'episodio “Il professore”: è uno degli abitanti del vicolo che chiede consiglio al professore Ersilio Miccio (Eduardo) su come vendicarsi bonariamente della spocchia del duca Alfonso Maria di Sant'Agata dei Fornari: con un solenne e liberatorio pernacchio, appunto, intonato da tutti gli abitanti del vicolo stesso.
Ancora a fianco di Eduardo fu spesso in teatro: lo ricordiamo in particolare nella versione televisiva de Il contratto (1981) nel ruolo di Isidoro, con Eduardo, il giovane Luca, Gino Maringola e Angela Luce.
Fu in compagnia con Roberto De Simone in “Festa di Piedigrotta” di Raffaele Viviani del 1978, con Concetta e Peppe Barra, Virgilio Villani, Isa Danieli, Angela Pagano, Nunzio Gallo e Mario Scarpetta.